# يان موران (لاعب هوكي الجليد)
يان موران (بالإنجليزية: Ian Moran)‏ هو لاعب هوكي الجليد أمريكي، ولد في 24 أغسطس 1972 في كليفلاند في الولايات المتحدة.

## وصلات خارجية
- يان موران على موقع دوري الهوكي الوطني (الإنجليزية)
- يان موران على موقع EliteProspects.com (الإنجليزية)
- يان موران على موقع HockeyDB.com (الإنجليزية)
- يان موران على موقع Hockey-Reference.com (الإنجليزية)